# Greyfriars' Kirk

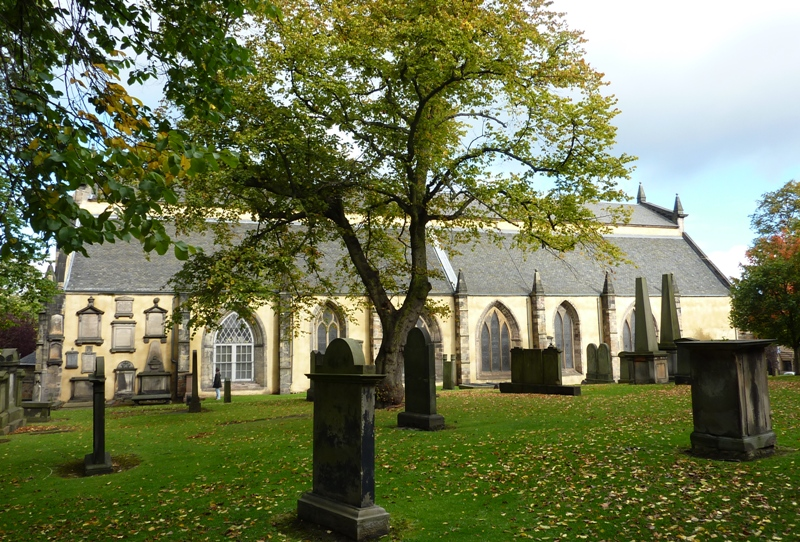
Noordelijke zijde van de Greyfriars' Kirk.

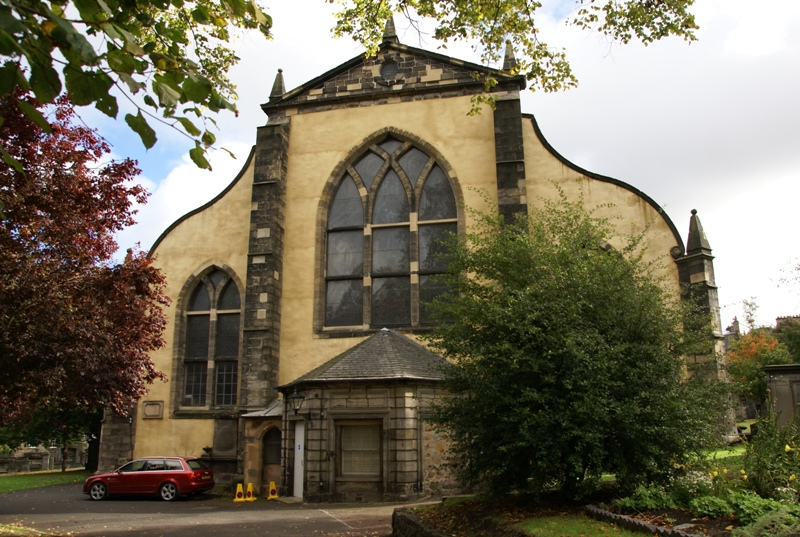
De westelijke zijde heeft nog een apart toegangsportaal uit de tijd van de New Greyfriars.

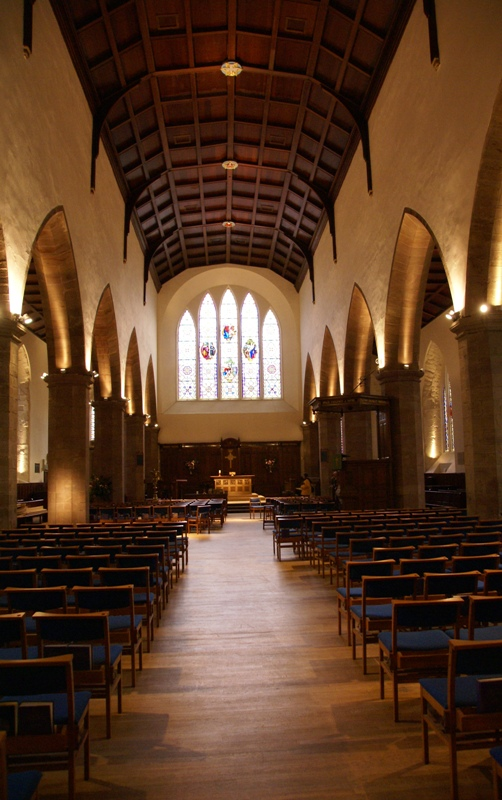
Interieur, kijkende richting het koor.

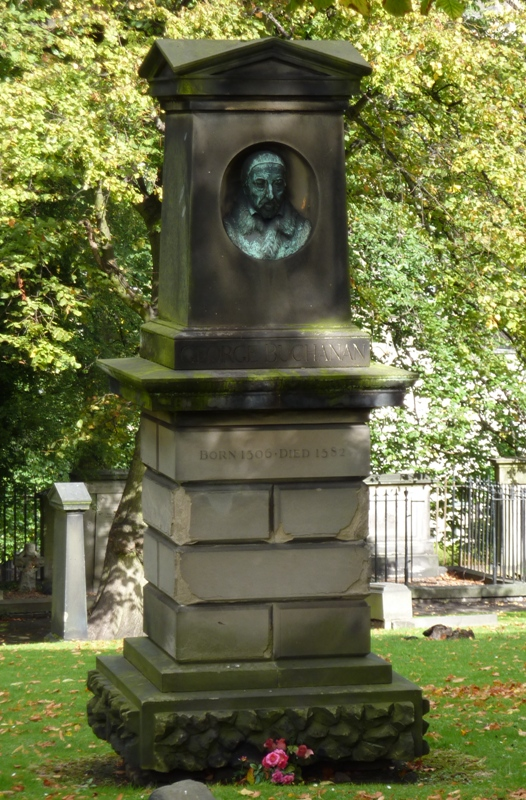
Grafmonument voor George Buchanan.

De Greyfriars' Kirk in Edinburgh (Schotland) is een vroeg zeventiende-eeuwse kerk, gelegen bij de Grassmarket. De kerk wordt gebruikt voor diensten van de Church of Scotland. Om de kerk bevindt zich een begraafplaats met enkele beroemdheden.

## Geschiedenis
Greyfriars' Kirk was de eerste kerk die werd gebouwd in Edinburgh na de reformatie. De naam van de kerk verwijst naar het klooster van de Greyfriars, oftewel de Franciscanen, dat zich tot 1558 aan het oostelijk einde van de Grassmarket bevond. In 1562 stond Mary, Queen of Scots toe dat het stadsbestuur de grond van het voormalige klooster in gebruik nam als begraafplaats. De reden hiervoor was dat de begraafplaats rondom de High Kirk zoals de St Giles' Cathedral werd genoemd, overvol raakte. In 1601 werd bepaald dat een deel van de bevolking die de diensten in de High Kirk volgde moest verhuizen naar een nieuw kerkgebouw, aangezien de High Kirk te vol raakte. De stenen van het nonnenklooster van Sint Catharina van Sienna werden hergebruikt voor het nieuwe gebouw. Het duurde uiteindelijk tot kerst 1620 voordat de kerk officieel in gebruik werd genomen.
Op 28 februari 1638 werd het Nationale Covenant aanvaard in Greyfriars' door de edelen.
In de periode van 1650 tot 1653 werd de kerk gebruikt als barak voor de cavalerie van Oliver Cromwell.
Op 7 mei 1718 ontplofte het kruit dat door het stadsbestuur in de toren van de kerk was opgeslagen, op veilige afstand van het stadscentrum. Hierdoor werd het westelijk uiteinde van de kerk een ruïne. Vanaf de oostzijde waren nog vijf pilaren aan elke zijde over. Erachter werd een muur gebouwd om het gebouw af te sluiten van het ontplofte deel. Besloten werd de kerk te herbouwen door aan het westeinde een bouwsel op te trekken symmetrisch aan het overlevende gebouw aan de oostzijde. Dit werk kwam gereed in 1722. Hiermee bestonden er twee kerken onder één dak: Old Greyfriars en New Greyfriars (ook wel Wester Greyfriars genoemd). Aan het westelijk uiteinde werd tevens een klein portaal aangebouwd.
Op 19 januari 1845 bracht een brand aanzienlijke schade toe aan de Old Greyfriars en deels aan de New Greyfriars. De New Greyfriars werd hersteld inclusief de houten balkons. Bij de Old Greyfriars bleken de arcaden te instabiel te zijn geworden en de architect David Cousin besloot de arcades te verwijderen en bracht een opengewerkt houten dak over de gehele kerk aan. Ook de houten balkons werden niet hersteld. In 1857 werd de Old Greyfriars heropend.
In 1928 werden de gemeentes van Old Greyfriars en New Greyfriars samengevoegd. In 1932 werden de arcades, het dak en de gevel van de Old Greyfriars hersteld. In 1938 werd de muur, die het gebouw scheidde in twee kerkgebouwen, geslecht. Aan het westeinde werd een houten galerij geconstrueerd door de architect Henry F. Kerr, die tevens de indeling met zeven pilaren aan elke zijde realiseerde.
In 1989 werd een galerij in het schip gebouwd voor een nieuw orgel.

## Bouw
De Greyfriars' Kirk is een simpel, rechthoekig gebouw, zonder transept. De kerk wordt aan de buitenzijde gesteund door steunberen. Aan de westzijde bevond zich tot 1718 een stompe, vierkante toren.
Ingangen bevonden zich aan de noordelijke, zuidelijke en oostelijke zijde. Deze laatste is dichtgemetseld. De binnenzijde was een grote rechthoek, zonder aparte kapellen of een koor erin. Pas sinds de jaren vijftig van de negentiende eeuw hebben een aantal ramen gekleurd glas. In de lengterichting van de kerk staan twee rijen van zeven octogonale pilaren die elk via een boog met de volgende pilaar zijn verbonden. De kerk heeft een houten dak. Aan de noord- en westzijde van de kerk bevindt zich een aangebouwd portaal.

## Begraafplaats
Om de kerk bevindt zich een begraafplaats, waar zich (familie)graven bevinden waarvan het oudste uit de zestiende eeuw stamt. Bekende personen die hier begraven zijn, zijn onder andere George Buchanan (1506-1582), mentor van Jacobus VI; James Burnett, Lord Monboddo en regent James Douglas, vierde graaf van Morton (-1581). Op deze begraafplaats bevindt zich tevens het graf van Greyfriars Bobby, een hond met een legende.

## Beheer
Greyfriars' Kirk wordt beheerd door de Church of Scotland. Zowel de kerk als de begraafplaats zijn door Historic Environment Scotland gecategoriseerd als een Category A Listed Building.